# Vårrulle

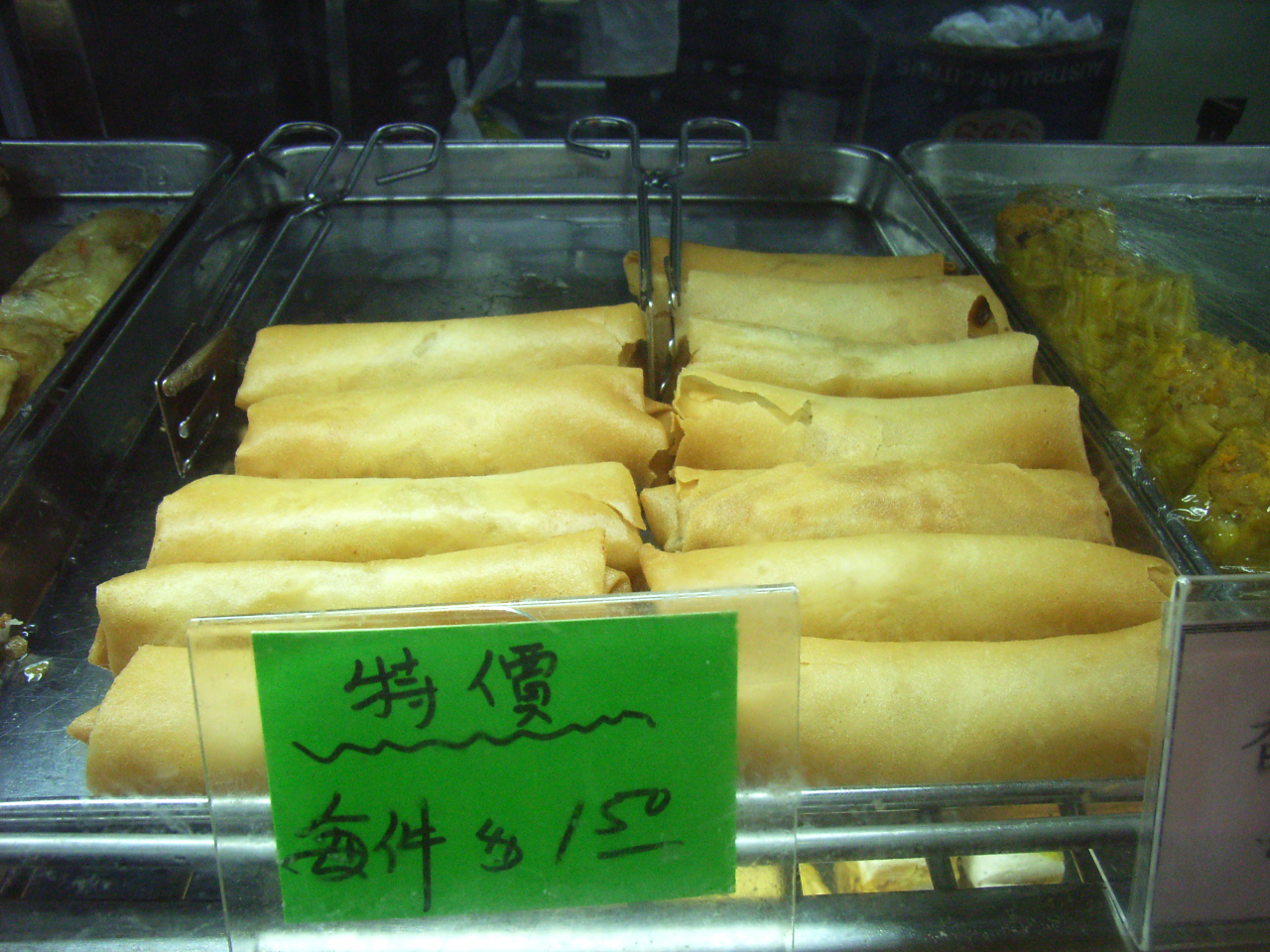
Friterade vårrullar till extrapris i en kinesisk närlivsaffär.

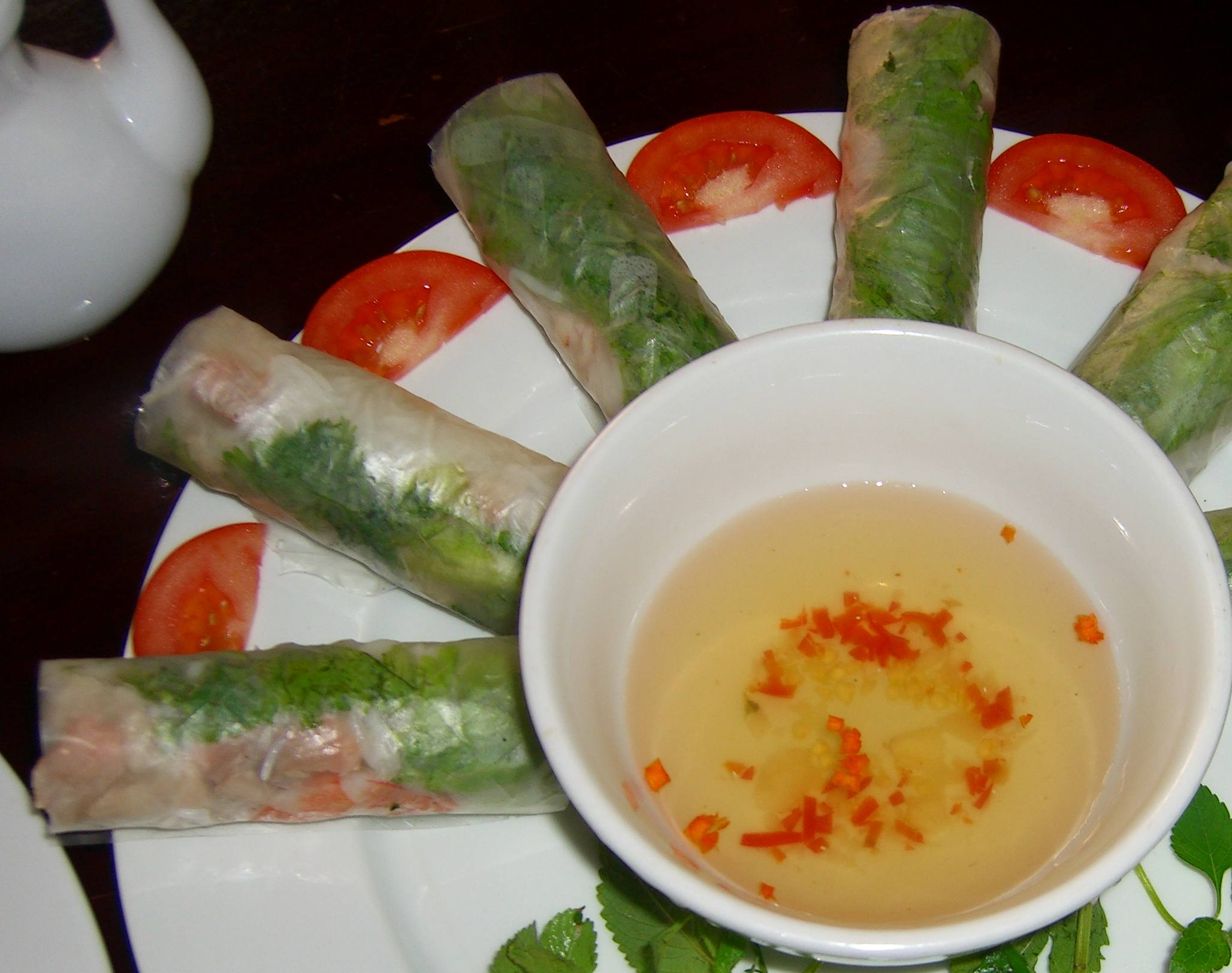
Vietnamesiska vårrullar med dippsås.

Vårrulle (kinesiska 春卷, pinyin: chūnjuǎn) är en kinesisk maträtt bestående av rullar av rispapper eller tunn deg med fyllning av exempelvis grönsaker och kött, liknande crêpes. Vårrullar kan serveras färska eller friterade. Ordet vårrulle kom till svenskan via engelska spring roll och är belagt i svenska språket åtminstone sedan 1967.
Vårrullar återfinns förutom i Kina även i flera närliggande öst- och sydöstasiatiska länder, och som i friterad form är en standardrätt på kinarestauranger utanför Kina. Det går även att köpa frysta friterade vårrullar i livsmedelsaffärer världen över. Den är i Kina en populär utflyktsrätt men serveras också på en del restauranger. Som namnet antyder är detta en maträtt som vanligen äts på våren i Kina, och då ofta färsk och inte friterad såsom den serveras på kinarestauranger utanför Kina.
Till färska vårrullar används rispapper och till friterade används en speciell vårrulledeg eller filodeg. Fyllningen varierar med det lokala köket och är ibland helt vegetarisk med det för det traditionella kinesiska köket ganska ovanliga inslaget råa finstrimlade grönsaker. Även söta varianter med exempelvis söt röd bönpasta förekommer. Vanligen används fläskkött för de icke-vegetariska vårrullarna och i enstaka fall används lamm med rikliga mängder lök och vitlök för att göra de traditionella rullarna som är vanligast i östra Kina.
Vietnamesiska vårrullar brukar även kallas sommarrullar och består ofta av rispapper fyllt med glasnudlar, grönsaker/rotfrukter, fisk och skaldjur.
Vårrullar kan serveras med olika dippsåser.